# Jewett (Ohio)
Jewett és una vila dels Estats Units a l'estat d'Ohio. Segons el cens del 2000 tenia 784 habitants.

## Demografia
Segons el cens del 2000, Jewett tenia 784 habitants, 300 habitatges, i 219 famílies. La densitat de població era de 593,5 habitants/km².
Dels 300 habitatges en un 34,7% hi vivien nens de menys de 18 anys, en un 55,7% hi vivien parelles casades, en un 13% dones solteres, i en un 26,7% no eren unitats familiars. En el 24,3% dels habitatges hi vivien persones soles el 12,7% de les quals corresponia a persones de 65 anys o més que vivien soles. El nombre mitjà de persones vivint en cada habitatge era de 2,61 i el nombre mitjà de persones que vivien en cada família era de 3,05.
Per edats la població es repartia de la següent manera: un 28,6% tenia menys de 18 anys, un 7,3% entre 18 i 24, un 26,7% entre 25 i 44, un 21,7% de 45 a 60 i un 15,8% 65 anys o més.
L'edat mediana era de 36 anys. Per cada 100 dones de 18 o més anys hi havia 87,3 homes.
La renda mediana per habitatge era de 27.125 $ i la renda mediana per família de 29.297 $. Els homes tenien una renda mediana de 30.313 $ mentre que les dones 16.333 $. La renda per capita de la població era de 12.158 $. Aproximadament el 15,8% de les famílies i el 21,7% de la població estaven per davall del llindar de pobresa.

## Poblacions més properes
El següent diagrama mostra les poblacions més properes.